# Estadi de Genève

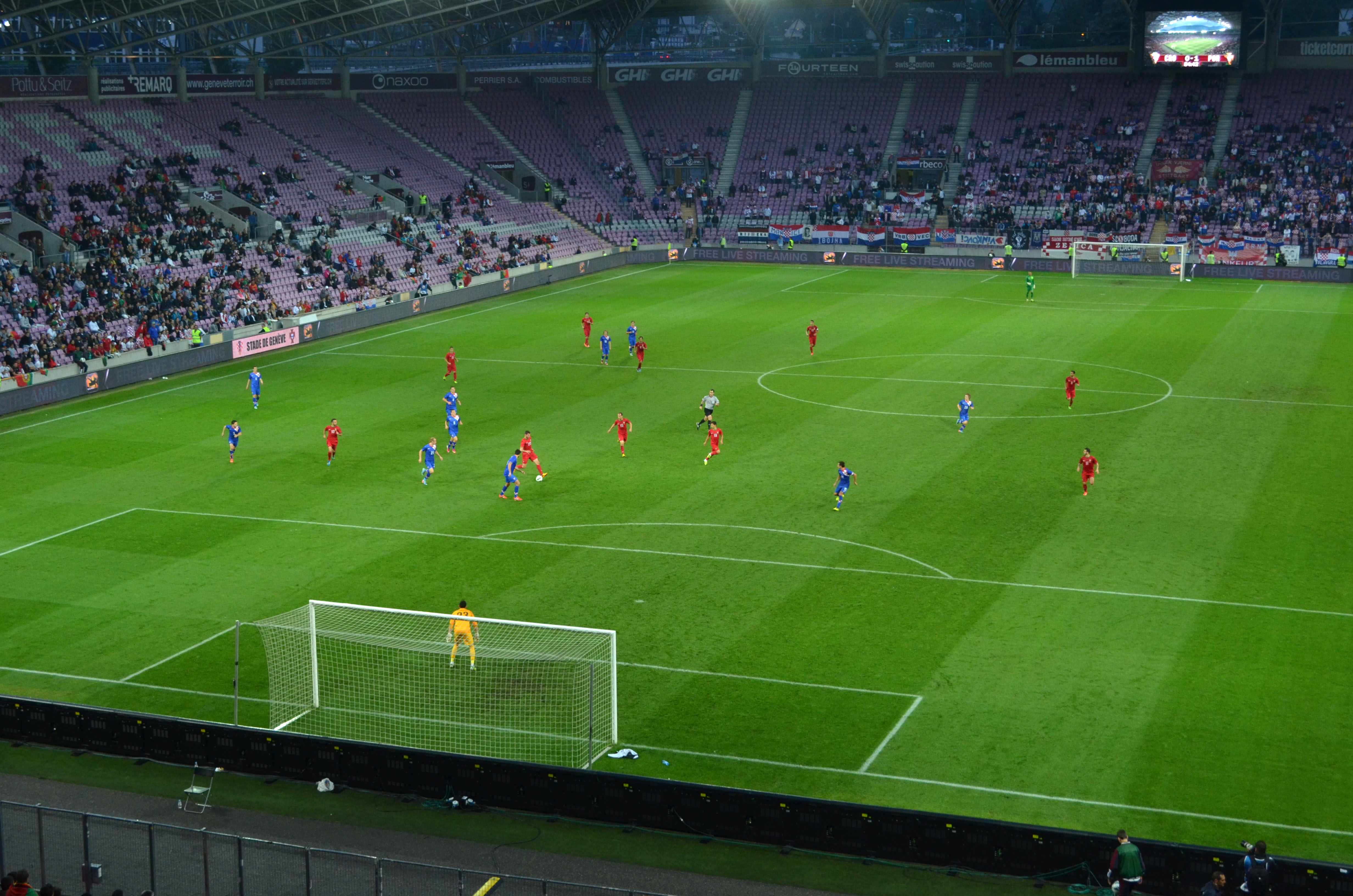
Portugal vs Croàcia, 10 Juny 2013

L'Estadi de Genève o Stade de Genève, també anomenat Stade de la Praille, és un estadi de futbol de la ciutat de Lancy, Cantó de Ginebra, a Suïssa. Té una capacitat per a 30.084 espectadors.
Va ser construït l'any 2003 per Zschokke Construction S.A. Hi juga els seus partits com a local el club Servette FC.

## Referències

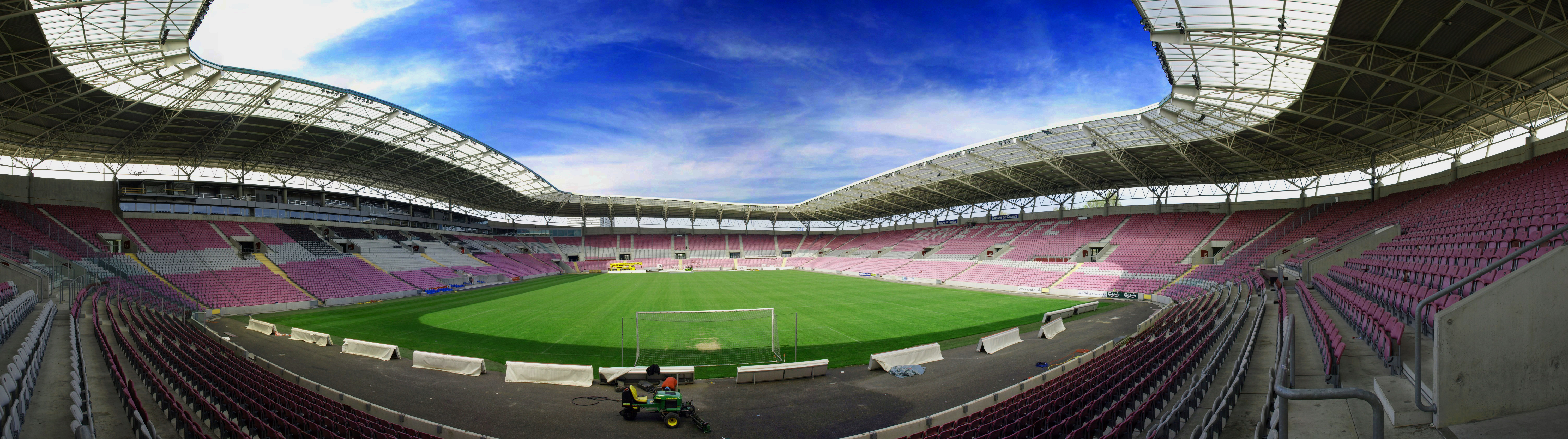
Stade de Genève.